# Helina hirtibasis
Helina hirtibasis är en tvåvingeart som beskrevs av Malloch 1923. Helina hirtibasis ingår i släktet Helina och familjen husflugor. Inga underarter finns listade i Catalogue of Life.